# 末次信正
末次信正（日语：／ Suetsugu Nobumasa ?, 1880年6月30日—1944年12月29日），日本帝国海军军人、右翼政客，历经明治、大正、昭和三朝，从二位、勋一等，最终军阶为海军大将。曾官至聯合艦隊司令長官，是海军假日时代日本海军“舰队派”（主张反对裁军一派）的主要人物之一。

## 生平
末次信正1880年（明治13年）出生于今山口县，为旧德山藩藩士末次操九郎的次子。末次中学在广岛一中就读，1896年（明治29年）入读海軍兵學校，在27期生114人中排名50。
1899年（明治32年）毕业，成为海军少尉候补生。1900年（明治33年）8月10日在战列舰富士上服役，同年12月6日调到防护巡洋舰松島上。1901年（明治34年）1月18日晋升为海军少尉，调到濟遠服役。
1902年（明治35年）10月6日晋升为海军中尉，11月25日调至竹敷要港部第3鱼雷艇队。1903年（明治36年）9月14日调至第5鱼雷艇队，26日临时代理旧式铁甲舰比叡的分队长。1904年（明治37年）1月14日，调任炮舰磐城的代理分队长。同年7月13日，晋升为海军大尉，同日分队长一职转正。1905年（明治38年）12月12日任高千穗炮术长。1906年（明治39年）9月28日作为海軍大學校乙种学生进修。1907年（明治40年）4月23日作为海军炮术学校高等科学生进修，同年9月28日担任炮术学校教官兼分队长。1908年（明治41年）4月20日，作为海大甲种学生进修，这次以甲种学生7期生首席的优秀成绩毕业。
1909年（明治42年）10月11日，晋升为海军少佐。12月1日担任肥前的炮术长。1910年（明治43年）12月1日，重新担任炮术学校教官。末次在任内向学生传授主炮沿中轴线布置、向一个目标齐射可以提高命中率的思想，虽然被上级压制，但日后英国的无畏舰俄里翁号证实了他的想法。在此期间，末次编撰完成了“海战要务令”，基于“索敌、渐减、决战”而完善对美战略，被时人称为“对米作战完成者”。1911年（明治44年）9月21日，担任装甲巡洋舰常磐的炮术长。1912年（明治45年）4月20日，转到軍令部任职参谋，同年6月5日兼任海大教官。
1914年（大正3年）9月1日，派驻英国。同年12月1日，晋升为海军中佐。驻英期间，末次登上英国军舰，参与了第一次世界大战，并编写了日德兰海战的报告书。同时末次非常关注战列舰的发展和潜艇的运用，并编写了“对美战略论”，提出运用潜艇在巴拿马运河和夏威夷进行封锁作战，从而在西太平洋与美国海军决战的五段渐减战略。1916年（大正5年）5月23日返国，9月1日到军令部任职，12月1日重新担任海大教官。1917年（大正6年）12月1日，担任第一艦隊参谋。
1918年（大正7年）9月1日，担任聯合艦隊参谋兼第一舰队参谋。同年12月1日，晋升为海军大佐，担任築摩舰长。1919年（大正8年）8月5日，担任军令部作战课长兼海大教官。1921年（大正10年）9月27日，作为次席随员出席华盛顿会议。1922年（大正11年）12月1日，代理军令部作战课长。
1923年（大正12年）12月1日，晋升为海军少将，并出任第一潜水战队司令。末次强调潜艇要针对敌方环形阵型的突破进行训练；同时支持对潜艇远距离航行的研究和开发工作。日本海军的演习中，3艘潜艇在末次的指挥下成功判定击沉对手两艘战列舰，演习的成功使得日本设想中的以美国六成实力击败美国的战略成为可能，这也使得末次名声大噪。
1925年（大正14年）12月1日，改至军令部任职，兼任海大教官。1926年（大正15年）7月26日，任海军省教育局长。
1927年（昭和2年）12月1日，晋升为海军中将。1928年（昭和3年）12月10日，担任军令部次长。
1929年，伦敦海军会议召开，末次继续秉持着反对限制日本海军规模的态度，反对会议。末次激烈地反对任何日本海军规模只有美国六成的提案，并连续多次将海军内部的分歧向外界泄漏。末次的行为触怒了时任首相濱口雄幸的愤怒，海军内不得已由加藤宽治出面训诫末次。同年6月7日，末次趁着向昭和天皇讲课的机会，试图宣传自己的反条约思想，但这与海军省和军令部遵从条约的既定方针不符，遭致天皇对其的不满。
1930年（昭和5年）12月1日，到地方出任舞鶴要港部司令。
1931年（昭和6年）12月1日，任第二艦隊司令长官。1932年一·二八事變爆发，末次下令海军用舰炮开火支援，完全不顾战斗区域位于居民区的状况。但是末次也害怕事态扩大，反对向大陆增派陆军。
1933年（昭和8年）11月15日，升任联合舰队司令长官兼第一舰队司令长官。末次的赴任得到海军青年官兵的欢迎和支持。在历任联合舰队司令长官之中，末次也是在日本国民心目中仅次于东乡平八郎者。
1934年（昭和9年）3月30日，晋升为海军大将，11月15日，到地方出任橫須賀鎮守府司令长官。1935年（昭和10年）12月2日，任职軍事參議官。

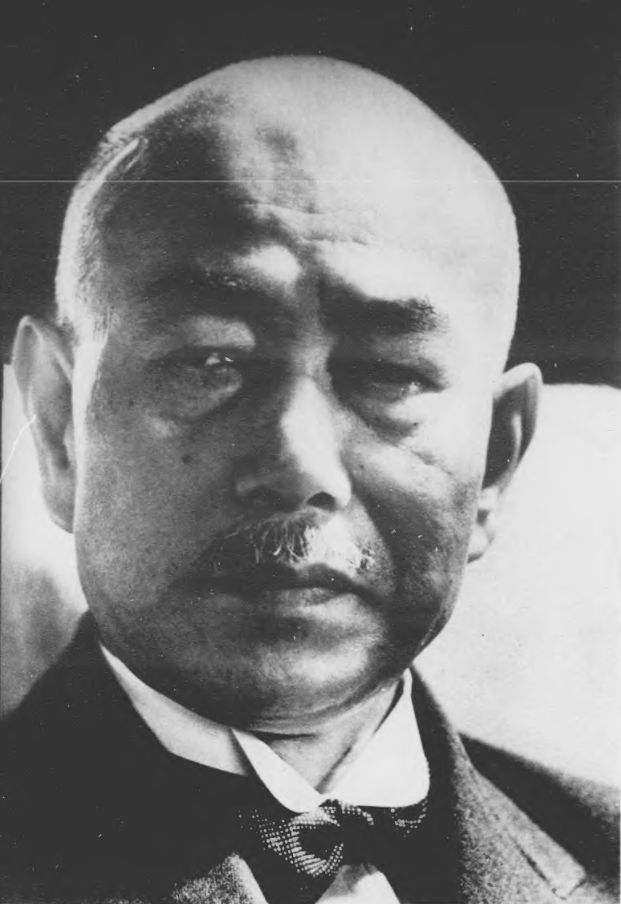
内务大臣时的末次信正

此后末次的右翼國家主義倾向日益明显，并开始有从政的打算，开始与平沼騏一郎、松冈洋右、近衛文麿等越走越近。1937年（昭和12年）2月，接受了林銑十郎的邀请，准备出任海軍大臣，但遭到对海军人事有很大影响力的伏見宮博恭王的反对，没能如愿，而是选择了米内光政。同年6月，第一次近衛内閣成立，近卫向末次发出内阁参议的邀请。末次于是通过海军省人事局长清水光美向米内传话，“要是我能当军令部总长的话，内阁参议就不干了”。但时任军令部总长正是身为皇族的伏见宫，而伏见宫毫无让位给末次的想法；另一方面，海军的惯例是只有海军大臣可以从政，其他人员一律不得干政。故此同年10月15日，米内按惯例将末次转入预备役，此亦使两人交恶。同年12月14日接替患病的馬場鍈一出任內務大臣。近卫选择末次，本意是想拉拢右翼团体和国粹主义者的支持；然而近卫很快就发现自己完全无法控制住末次。末次任内最有名的就是在陶德曼调停期间，放言“不以蒋介石为对手”；同时主张对英、美、苏强硬，鼓吹金融国有化。末次高调的态度使得自己遭致宫廷、财经界以及部分军部人士的不满。
1939年（昭和14年）1月5日随近卫内阁总辞而去职，在接下来的平沼内閣和阿部内阁担任内阁参议。1940年（昭和15年）1月23日米内内閣成立，厌恶米内的末次随即辞职。
1941年，第三次近衛内閣解散后，海军省调查课长高木惣吉和矢部貞治等人开始为末次竞选首相而活动。而陆军方面，陆军省军务局也赞同末次出任首相。考虑到日美一旦开战，海军将会是主要作战力量，而末次正是对米作战战略的主导者之一，也是日美开战论的鼓吹者；同时末次有着内务大臣的经验，按道理下任首相非末次莫属。然而宫中从天皇以下都对末次和右翼团体的联系感到忧虑，而并不信任末次，重臣会议也没有提名末次，而是推荐了东条英机，让末次与首相之位失之交臂。
战争末期，冈田启介出任首相后，让米内回归现役，出任海军大臣，此时海军部也有人希望末次能回归现役，带领海军收拾残局。米内上任后，也的确提出了让末次担任军令部总长的打算，但遭致伏见宫为首的海军首脑的强烈反对，只能作罢。此外昭和天皇也的确表达了反对的想法。
1944年（昭和19年）12月29日逝世。

## 荣勋
位阶

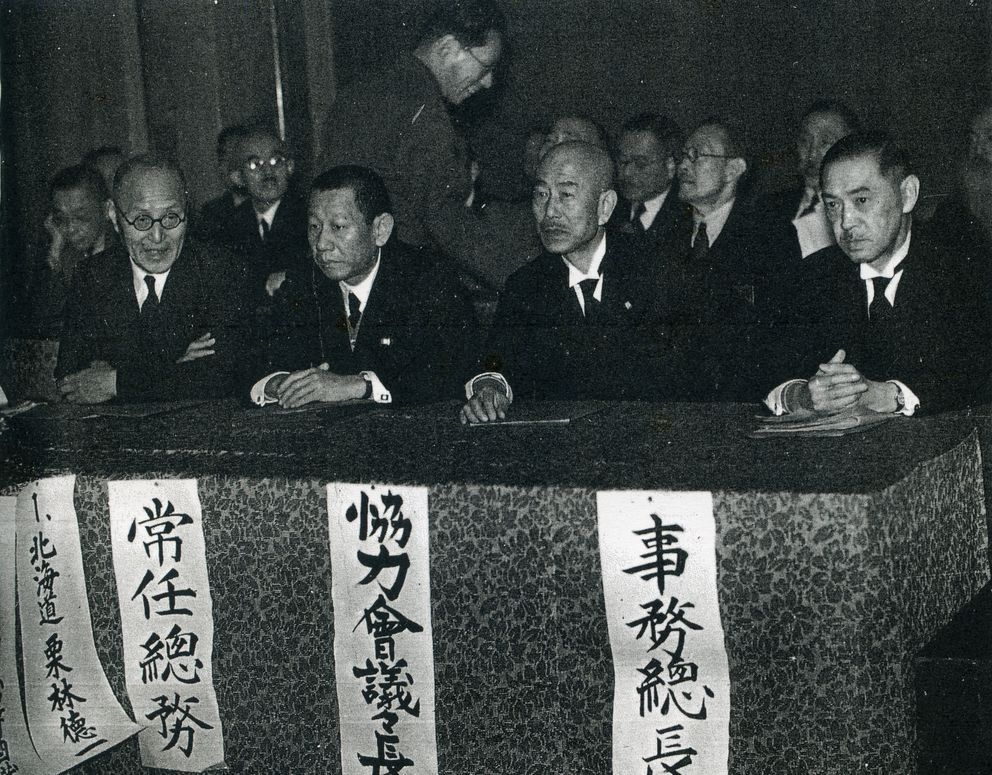
大政翼贊會中央协力会议议长时的末次。前排左起第二为橋本欣五郎、末次信正、有馬賴寧

- 1904年（明治37年）8月30日 - 正七位[21]
- 1909年（明治42年）10月20日 - 從六位[22]
- 1914年（大正3年）11月10日 - 正六位[23]
- 1924年（大正13年）1月21日 - 正五位[24]
- 1927年（昭和2年）12月28日 - 從四位[25]
- 1931年（昭和6年）12月15日 - 正四位[26]
- 1934年（昭和9年）3月15日 - 従三位[27][28]
- 1937年（昭和12年）4月1日 - 正三位[27][29]
- 1944年（昭和19年）12月29日 - 從二位[27][30]

勋章等
- 1926年（大正15年）7月22日 - 勲二等瑞宝章
- 1934年（昭和9年）
  - 1月9日 - 勲一等瑞宝章[27][31]
  - 4月29日 - 旭日大綬章[27]

## 関連項目
- 大日本帝國海軍軍人列表
- 日本海军大将列表

| 政府职务        | 政府职务                                                    | 政府职务        |
| --------------- | ----------------------------------------------------------- | --------------- |
| 前任： 馬場鍈一 | 內務大臣 第50代：1937年12月14日 - 1939年1月5日              | 繼任： 木戶幸一 |
| 军职            |                                                             |                 |
| 前任： 小林躋造 | 聯合艦隊司令長官 第21代：1933年11月15日 - 1934年11月15日    | 繼任： 高橋三吉 |
| 前任： 永野修身 | 橫須賀鎮守府司令長官 第32代：1934年11月15日 - 1935年12月2日 | 繼任： 米内光政 |